# Горючий газ
Горю́чий газ або паливний газ — природні та штучні суміші водню, окису вуглецю, сірководню, газоподібних вуглеводнів (метану, етану, пропану, етилену та інших), які здатні горіти.

## Опис
Паливні гази є паливом в газоподібному стані, теплова енергія яких може бути легко переданою; поширюється по трубах з пункту відправлення безпосередньо до місця споживання.
Природний газ (метан) є найбільш поширеним паливним газом, а інші включають в себе:
- Вугільний газ або світильний газ
- Синтетичний газ
- Пропан
- Бутан
- Перегазифікований зріджений нафтовий газ
- Деревний газ
- Генераторний газ
- Водяний газ
- HCNG[en] — являє собою суміш стисненого природного газу і 4-9 відсотків водню.[2]
- Незжатий водень або стиснений водень може бути використаний як паливний газ.
- Метилацетилен-аленова фракція (МАФ)